# Orle (Gdańsk)
Orle (auch Orlinki; deutsch Wordel; kaschubisch Òrlé) ist eine Siedlung im Danziger Stadtbezirk Wyspa Sobieszewska in der Woiwodschaft Pommern in Polen.

## Geographie

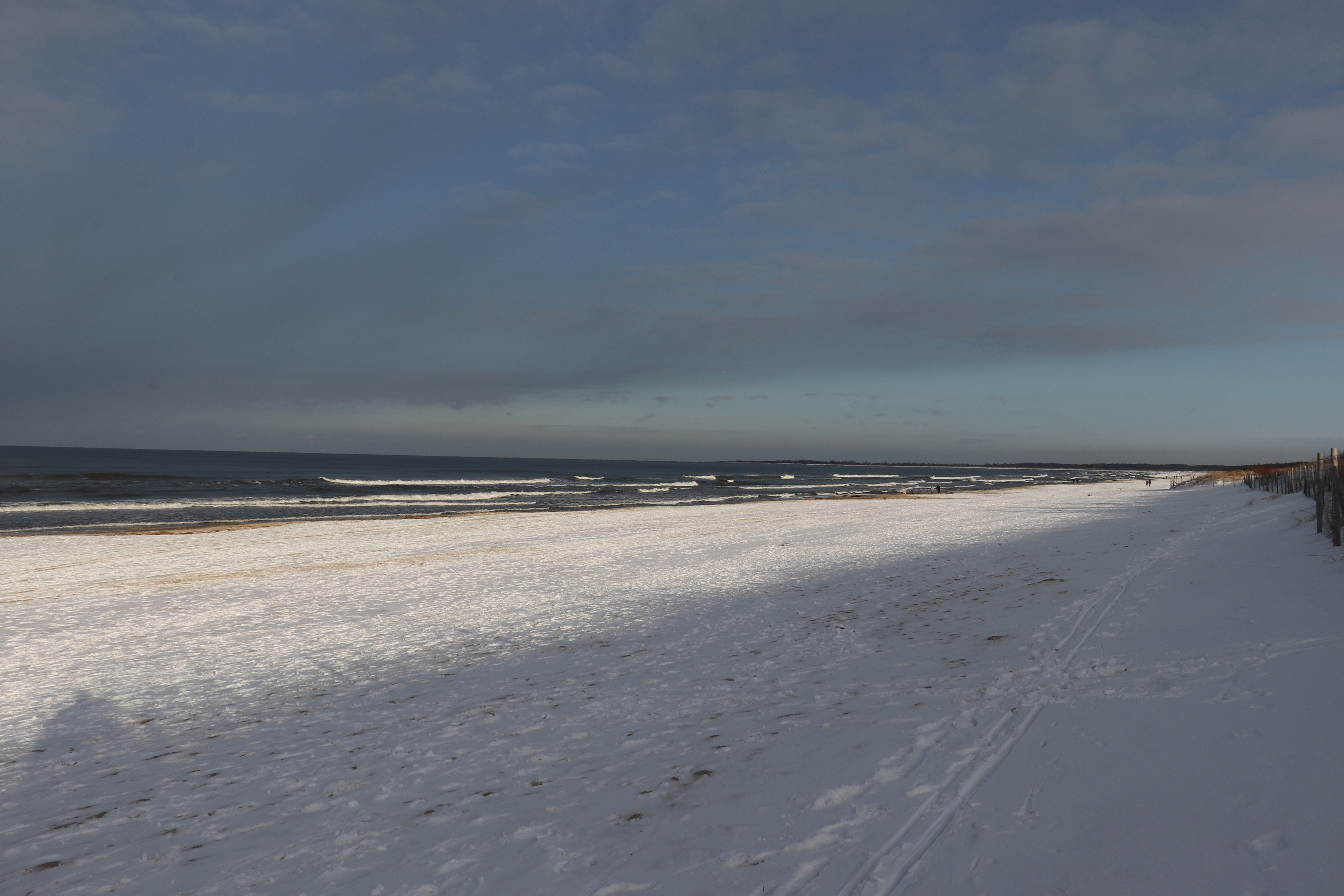
Der Strand im Winter

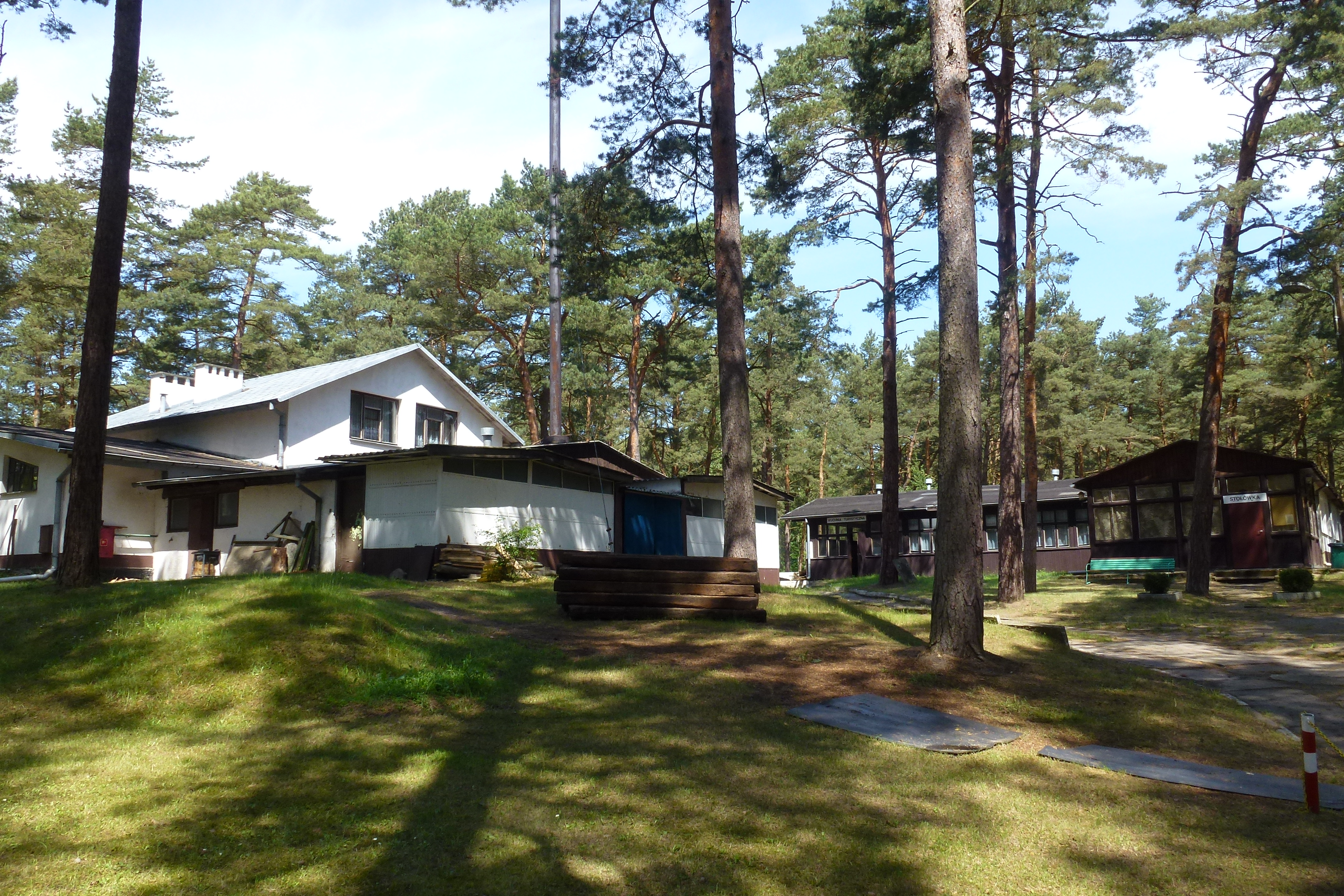
Campingplatz, 2012

Der Ort liegt etwa 13 Kilometer östlich der Stadtmitte Danzigs im Norden des Żuławy Wiślane (Weichsel-Nogat-Delta) auf der Danziger Nehrung. Im Westen grenzt er an Sobieszewo (Bohnsack), im Osten an Wieniec (Kronenhof) und im Süden an die Sobieszewska Pastwa (Bohnsackerweide). Im Norden verläuft der Strand entlang der Ostsee. Góra Mew und Góra Orla im Osten des Gebiets haben Höhen von 32 m n.p.m.

## Geschichte
Orle wird 1292 in einer Schenkung Herzog Mestwins II. an die Zisterzienser von Pelpin als „locum … qui Worla nuncupatur“ erwähnt. Es lag damals am Fluss Waska, der die Grenze des Deutschordensbesitzes an der Nehrung bildete. Der Ort wird 1400 urkundlich auch Wurle, 1623 Worle und 1626 Wordel genannt. Bohnsack wurde 1410 als Bonensack erwähnt. Es war seit 1454 ein Kirchdorf der Stadt Danzig. Ebenso gehörten Wordel, Schnakenburg und Schiewenhorst zu den Stadtdörfern. Im 16.–17. Jahrhundert befanden sich Wordel und Schnakenburg im Besitz der Danziger Familie Wider (Wieder). Von 1732 bis 1755 war Abraham Muhl Besitzer von Wordel, das 1733 in einer Urkunde vn Stanislaus I. Leszczyński wiederum Worle genannt wurde.
Mit der zweiten Polnischen Teilung wurde das Gebiet der Stadt Danzig 1793 von Preußen annektiert. Wordel hatte damals 125 Einwohner. In den Jahren von 1807 bis 1813 gehörte es zur Republik Danzig. Das Gebiet südlich des Dünenstreifens der Nehrung war Landgewinnungsmaßnahmen unterworfen. Mit der Schließung des Deichs um die ehemalige Außennehrung wurde es im 19. Jahrhundert zur Neuen Binnennehrung, im Gegensatz zur Alten Binnennehrung bei Steegen. Die Deiche zogen sich 1885 von Bohnsack bis nach Fischerbabke.
Am 1. Januar 1874 wurde die Kreisordnung für die Provinz Preußen eingeführt, diese wurde vier Jahre später wieder in die Provinzen Ost- und Westpreußen geteilt. Am 25. April 1874 wurde der Amtsbezirk Einlage gebildet. Wordel war eine Landgemeinde im Landkreis Danzig (ab 1887 Kreis Danziger Niederung). Die Einwohnerzahl stagnierte, von 92 (in 1885) stieg sie auf 95 (in 1905 und 1910). Zuständig war das Amtsgericht Danzig. Evangelische waren nach Bohnsack eingepfarrt, Katholiken nach Fürstenwerder. Die Pfarrkirche in Sobieszewo (Bohnsack) wurde 1947 katholisch geweiht.
Kreis und Amtsbezirk wurden gemäß den Bestimmungen des Friedensvertrags von Versailles am 10. Januar 1920 an die Freie Stadt Danzig abgetreten. Die Einwohnerzahl stieg von 119 in 1920 auf 237 in 1929. Um 1925 wurde ein Vorsorgehaus für an Tuberkulose erkrankte Kinder errichtet. Das Nachbargebäude wurde später als Ausbildungszentrum der Danziger NSDAP erbaut; Ausmalungen stammten von Bruno Paetsch. Von 1940 bis 1945 diente es als Militärkrankenhaus und danach einer Urlaubskasse. Die „Forsterówka“ war Sommerresidenz des Gauleiters Albert Forster. Nach dem deutschen Überfall auf Polen kam das Gebiet von 1939 bis 1945 völkerrechtswidrig zum Reichsgau Danzig-Westpreußen und in der Folge des Zweiten Weltkriegs an die Republik Polen. Die deutschen Ortsbewohner wurden vertrieben. Ein beträchtlicher Teil war jedoch geflohen, da die Nehrung bis zum 9. Mai 1945 zum Kampfgebiet gehörte. Als Teil des Schulzenamts Szczekanowo kam der Ort 1945 zur Landgemeinde Śpiewowo. Die späteren Namen wurden 1947 amtlich.
Orle war früher ein Fischerdorf, das sich zu einem Badeort und Ferienzentrum entwickelte. In den 1970er Jahren wurde ein Zentrum für Jugendbegegnungen errichtet. Am 1. Januar 1973 wurde das Gebiet bis zum Weichseldurchstich in die Verwaltungsgrenzen der Stadt Danzig eingegliedert.

## Verkehr
Orle liegt an der Woiwodschaftsstraße 501 von Danzig nach Krynica Morska (Kahlberg-Liep) und ist an den städtischen Busverkehr angebunden.